# Olivier Mbaizo
Olivier Mbaissidara Mbaizo (Duala, Camerún, 15 de agosto de 1997) es un futbolista camerunés que juega como defensa en el Philadelphia Union de la Major League Soccer.

## Trayectoria

### Union Douala
Comenzó su carrera profesional en el Union Douala de la liga MTN Elite One en 2016. Ayudó al Douala a alcanzar el cuarto puesto en la tabla de clasificación y participó en la Liga de Campeones de la CAF contra el Zamalek SC.

### Rainbow FC
En 2017, jugó en el Rainbow FC disputando 10 partidos durante la temporada.

### Bethlehem Steel FC
En enero de 2018, fichó por el Bethlehem Steel FC, el filial de la USL del Philadelphia Union. La organización lo reunió con su compañero camerunés de las categorías inferiores, Eric Ayuk.

### Philadelphia Union
En abril de 2018, fue fichado por el Philadelphia Union, filial de Bethlehem Steel en la MLS, tras impresionar con el primer equipo durante los entrenamientos de pretemporada. Aunque firmó con el Union, sería cedido en su mayoría al Bethlehem para la temporada 2018. Debutó con el primer equipo del Union en septiembre, siendo titular en la victoria por 2-0 ante el Sporting Kansas City.

## Selección nacional
Ha ido ascendiendo en el escalafón de la selección camerunesa, empezando por la sub-17 en 2014 y, más recientemente, ganando una convocatoria para entrenar con la selección absoluta. En 2017, participó con la selección sub-20 de Camerún en la Copa Africana de Naciones Sub-20 2017. Fue titular en los tres partidos y jugó todos los minutos de la fase de grupos del equipo. Marcó un gol en su segundo partido del torneo, una victoria por 4-1 sobre Sudán el 2 de marzo de 2017.
Obtuvo su primera convocatoria con la selección absoluta en noviembre de 2020 para los partidos de clasificación de la Copa Africana de Naciones 2021. Debutó con Camerún el 12 de noviembre, siendo titular en la victoria por 4-1 sobre Mozambique.

## Estadísticas

### Clubes
Actualizado al último partido disputado el 20 de septiembre de 2023.
| Club                                 | Div.          | Temporada     | Liga  | Liga  | Copas nacionales | Copas nacionales | Copas internacionales | Copas internacionales | Total | Total |
| Club                                 | Div.          | Temporada     | Part. | Goles | Part.            | Goles            | Part.                 | Goles                 | Part. | Goles |
| ------------------------------------ | ------------- | ------------- | ----- | ----- | ---------------- | ---------------- | --------------------- | --------------------- | ----- | ----- |
| Union Douala Camerún                 | 1.ª           | 2015-16       | 0     | 0     | 0                | 0                | 2                     | 0                     | 2     | 0     |
| Union Douala Camerún                 | Total club    | Total club    | 0     | 0     | 0                | 0                | 2                     | 0                     | 2     | 0     |
| Philadelphia Union II Estados Unidos | 2.ª           | 2018          | 23    | 0     | ―                | ―                | ―                     | ―                     | 23    | 0     |
| Philadelphia Union II Estados Unidos | 2.ª           | 2019          | 9     | 1     | ―                | ―                | ―                     | ―                     | 9     | 1     |
| Philadelphia Union II Estados Unidos | Total club    | Total club    | 32    | 1     | 0                | 0                | 0                     | 0                     | 32    | 1     |
| Philadelphia Union Estados Unidos    | 1.ª           | 2018          | 1     | 0     | 0                | 0                | ―                     | ―                     | 1     | 0     |
| Philadelphia Union Estados Unidos    | 1.ª           | 2019          | 3     | 0     | 1                | 0                | ―                     | ―                     | 4     | 0     |
| Philadelphia Union Estados Unidos    | 1.ª           | 2020          | 14    | 0     | 0                | 0                | ―                     | ―                     | 14    | 0     |
| Philadelphia Union Estados Unidos    | 1.ª           | 2021          | 31    | 0     | 0                | 0                | 6                     | 0                     | 37    | 0     |
| Philadelphia Union Estados Unidos    | 1.ª           | 2022          | 22    | 0     | 1                | 0                | ―                     | ―                     | 23    | 0     |
| Philadelphia Union Estados Unidos    | 1.ª           | 2023          | 20    | 0     | 0                | 0                | 8                     | 0                     | 28    | 0     |
| Philadelphia Union Estados Unidos    | Total club    | Total club    | 91    | 0     | 2                | 0                | 14                    | 0                     | 107   | 0     |
| Total carrera                        | Total carrera | Total carrera | 123   | 1     | 2                | 0                | 16                    | 0                     | 141   | 1     |

## Palmarés
Philadelphia Union
- MLS Supporters' Shield: 2020[8]